# ショーン・ドゥーリトル
- ショーン・ドゥリトル

ショーン・ロバート・ドゥーリトル（Sean Robert Doolittle, 英語発音: [ˈʃɔn ˈɹɑbɚt ˈduˌlɪɾɫ̩]; 1986年9月26日 - ）は、アメリカ合衆国サウスダコタ州ラピッドシティ出身の元プロ野球選手（投手）。左投左打。愛称はドゥー（Doo）。

## 経歴

### プロ入り前
ドゥーリトルは生まれはサウスダコタ州ラピッドシティだがニュージャージー州タベナクルで育ち、少年時代は投手として活躍した。ミットフォードのショーニー高等学校時代には州の一試合での奪三振記録を更新している。また打者としても活躍し、チームを州の優勝決定戦まで導いた。高校卒業時、2004年のMLBドラフト39巡目（全体1181位）でアトランタ・ブレーブスから指名を受けるがバージニア大学へ進学した。
大学では投手兼一塁手としてプレーし、投手としては22勝を挙げ勝利数でチームの記録を更新した（後にダニー・ハルツェンによって破られる。）。2005年には第34回日米大学野球選手権、2006年にはキューバのハバナで開催された第3回世界大学野球選手権大会でそれぞれアメリカ合衆国代表に選出された。大学ではライアン・ジマーマン、マイケル・シュワイマーとチームメイトだった。

### プロ入りとアスレチックス時代

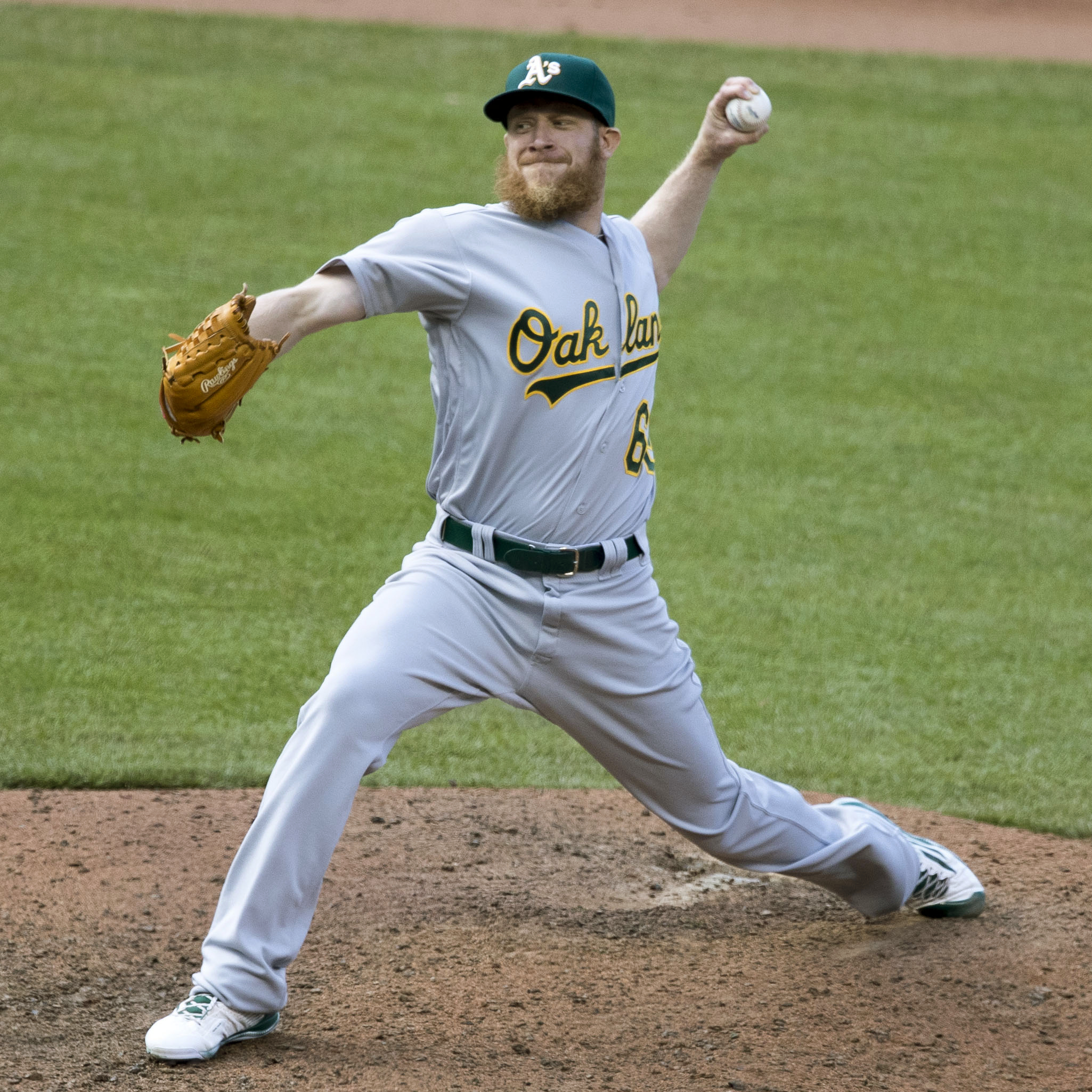
オークランド・アスレチックス時代
（2016年5月7日）

2007年のMLBドラフト1巡目追補（全体41位）でオークランド・アスレチックスから一塁手兼外野手として指名され、6月18日に契約を結んだ。この年は傘下のA-級バンクーバー・カナディアンズとA級ケーンカウンティ・クーガーズでプレー。A級ケーンカウンティでは55試合に出場して打率.233、4本塁打、29打点、1盗塁を記録した。
2008年はA+級ストックトン・ポーツとAA級ミッドランド・ロックハウンズでプレー。AA級ミッドランドでは51試合に出場して打率.254、4本塁打、30打点、1盗塁を記録した。
2009年はAAA級サクラメント・リバーキャッツへ昇格したが、膝の故障で28試合の出場にとどまった。オフには、ベースボール・アメリカによるアスレチックスのプロスペクトランキングで10位に選ばれた。
2010年は膝の手術の影響で、シーズンを全休した。オフの11月19日にアスレチックスとメジャー契約を結び、40人枠入りした。
2011年から投手に転向した。ルーキー級アリゾナリーグ・アスレチックスで1試合に登板した。シーズンオフにはアリゾナ・フォールリーグに参加した。
2012年はA+級ストックトン、AA級ミッドランド、AAA級サクラメントでプレーし、6月4日にメジャーへ昇格。翌5日のテキサス・レンジャーズ戦でメジャーデビュー。5点ビハインドの5回2死から登板し、1.1回を無安打無失点3奪三振に抑えた。この年メジャーでは44試合に登板して2勝1敗1セーブ、防御率3.04、60奪三振を記録した。
2013年は70試合に登板して5勝5敗2セーブ、防御率3.13、60奪三振を記録した。
2014年4月18日にアスレチックスと5年契約（2019年、2020年の球団オプション付き）に合意した。新加入のジム・ジョンソンの不調により抑えを務め、前半戦は42試合に登板し、14セーブ、防御率2.89と活躍。7月にはオールスターに初選出された。また、6月22日のボストン・レッドソックス戦では控え野手を使い果たしていた10回裏二死にかつて野手であった経験を買われて代打で起用されたが、上原浩治の前に二塁ゴロに倒れた。
2015年1月23日に肩を負傷したため開幕に間に合わない可能性がある事が報じられた。5月27日に1試合だけ登板し、その後は長期離脱していたが、8月23日に復帰後は一定の登板機会を得た。最終的に12試合に登板し、1勝、防御率3.95を記録した。三振奪取能力の高さは相変わらずであり、奪三振率9.9をマークした。
2016年は44試合にリリーフ登板し、2勝3敗4セーブ、防御率3.23、WHIP1.05という成績を記録した。防御率やWHIPが改善したほか、持ち前の三振奪取力では2年ぶりに10.0超の数値を記録し、復活した。

### ナショナルズ時代

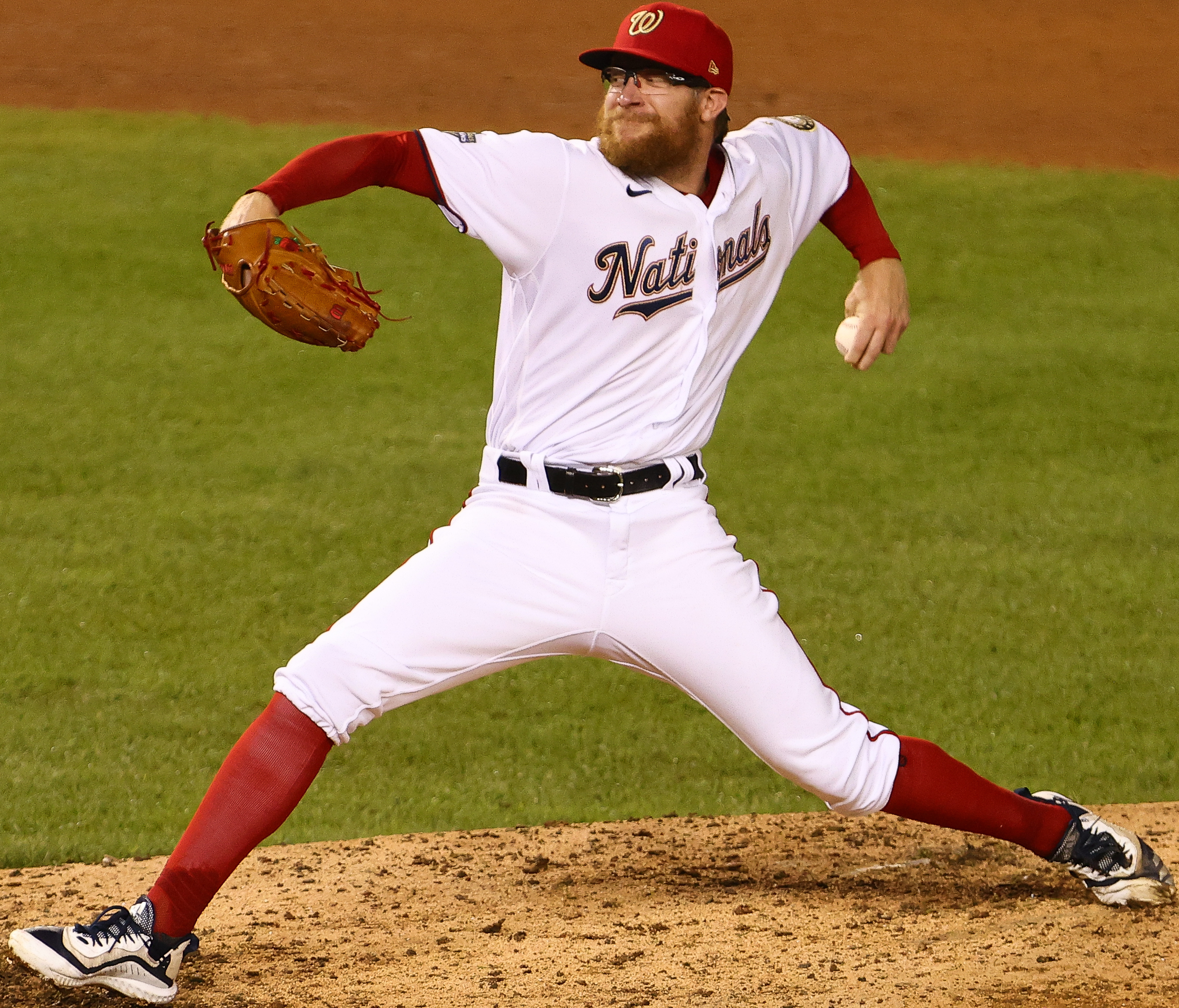
ワシントン・ナショナルズ時代
(2020年9月10日)

2017年7月16日にブレイク・トレイネン、シェルドン・ノイジー、ヘスス・ルサルドとのトレードで、ライアン・マドソンと共にナショナルズへ移籍した。移籍後は抑えを任され、30試合に登板して1勝21セーブ、防御率2.40と結果を残した。シーズン通算では53試合登板で2勝24セーブ、防御率2.81、WHIP0.86であった。
2018年は6月までの成績が防御率1.60と好調だったが、左足爪先の炎症により故障者リスト入りした。9月7日に復帰した。最終成績は43試合に登板して3勝3敗25セーブ、防御率1.60を記録した
2019年は右膝の故障で故障者リスト入りすることもあったが、リリーフ防御率がリーグ最下位のチームで投げ抜き、63登板で6勝5敗29セーブ、防御率4.05だった。ポストシーズンではダニエル・ハドソンと併用でのクローザーやセットアッパーとして起用され、計9登板して防御率1.74を記録し、球団史上初のワールドシリーズ優勝に貢献した。
2020年オフの10月28日にFAとなった。

### レッズ時代
2021年2月8日にシンシナティ・レッズと150万ドルの単年契約を結んだ。8月24日にDFAとなった。

### マリナーズ時代
2021年8月26日にウェイバー公示を経てシアトル・マリナーズへ移籍した。オフの11月3日にFAとなった。

### ナショナルズ復帰
2022年3月14日にナショナルズと単年契約を結んだ。開幕後は中継ぎとして6試合（5.1回）に登板し、被安打1、無四球、無失点という上々の滑り出しであったが、左肘の故障のため4月20日に故障者リスト入りした。7月には手術を受け、そのままシーズンを終えた。オフの11月6日に一旦FAとなり、同日にマイナー契約で再契約を結んだ。
2023年はマイナーで11試合に登板したもののメジャー復帰は果たせず、9月22日に現役引退を表明した。

## 詳細情報

### 年度別投手成績
| 年 度     | 球 団     | 登 板 | 先 発 | 完 投 | 完 封 | 無 四 球 | 勝 利 | 敗 戦 | セ 丨 ブ | ホ 丨 ル ド | 勝 率 | 打 者 | 投 球 回 | 被 安 打 | 被 本 塁 打 | 与 四 球 | 敬 遠 | 与 死 球 | 奪 三 振 | 暴 投 | ボ 丨 ク | 失 点 | 自 責 点 | 防 御 率 | W H I P |
| --------- | --------- | ----- | ----- | ----- | ----- | -------- | ----- | ----- | -------- | ----------- | ----- | ----- | -------- | -------- | ----------- | -------- | ----- | -------- | -------- | ----- | -------- | ----- | -------- | -------- | ------- |
| 2012      | OAK       | 44    | 0     | 0     | 0     | 0        | 2     | 1     | 1        | 18          | .667  | 191   | 47.1     | 40       | 3           | 11       | 1     | 0        | 60       | 0     | 0        | 18    | 16       | 3.04     | 1.08    |
| 2013      | OAK       | 70    | 0     | 0     | 0     | 0        | 5     | 5     | 2        | 26          | .500  | 266   | 69.0     | 53       | 4           | 13       | 1     | 2        | 60       | 2     | 0        | 24    | 24       | 3.13     | 0.96    |
| 2014      | OAK       | 61    | 0     | 0     | 0     | 0        | 2     | 4     | 22       | 5           | .333  | 236   | 62.2     | 38       | 5           | 8        | 1     | 0        | 89       | 0     | 0        | 19    | 19       | 2.73     | 0.73    |
| 2015      | OAK       | 12    | 0     | 0     | 0     | 0        | 1     | 0     | 4        | 1           | 1.000 | 101   | 13.2     | 12       | 1           | 5        | 0     | 0        | 15       | 0     | 0        | 6     | 6        | 3.95     | 1.24    |
| 2016      | OAK       | 44    | 0     | 0     | 0     | 0        | 2     | 3     | 4        | 10          | .400  | 155   | 39.0     | 33       | 6           | 8        | 2     | 0        | 45       | 1     | 0        | 14    | 14       | 3.23     | 1.05    |
| 2017      | OAK       | 23    | 0     | 0     | 0     | 0        | 1     | 0     | 3        | 8           | 1.000 | 79    | 21.1     | 12       | 3           | 2        | 0     | 0        | 31       | 1     | 0        | 8     | 8        | 3.38     | 0.66    |
| 2017      | WSH       | 30    | 0     | 0     | 0     | 0        | 2     | 0     | 21       | 1           | 1.000 | 118   | 30.2     | 22       | 2           | 8        | 1     | 0        | 31       | 2     | 0        | 10    | 8        | 2.40     | 1.00    |
| '17計     | WSH       | 53    | 0     | 0     | 0     | 0        | 2     | 0     | 24       | 9           | 1.000 | 197   | 51.1     | 34       | 5           | 10       | 1     | 0        | 62       | 3     | 0        | 18    | 16       | 2.81     | 0.86    |
| 2018      | WSH       | 43    | 0     | 0     | 0     | 0        | 3     | 3     | 25       | 1           | .500  | 163   | 45.0     | 21       | 3           | 6        | 1     | 2        | 60       | 1     | 0        | 8     | 8        | 1.60     | 0.60    |
| 2019      | WSH       | 63    | 0     | 0     | 0     | 0        | 6     | 5     | 29       | 2           | .545  | 260   | 60.0     | 63       | 11          | 15       | 2     | 2        | 66       | 0     | 0        | 27    | 27       | 4.05     | 1.30    |
| 2020      | WSH       | 11    | 0     | 0     | 0     | 0        | 0     | 2     | 0        | 3           | .000  | 36    | 7.2      | 9        | 3           | 4        | 2     | 0        | 6        | 0     | 0        | 6     | 5        | 5.87     | 1.70    |
| 2021      | CIN       | 45    | 0     | 0     | 0     | 0        | 3     | 1     | 1        | 4           | .750  | 173   | 38.1     | 40       | 6           | 18       | 3     | 1        | 41       | 0     | 0        | 21    | 19       | 4.46     | 1.51    |
| 2021      | SEA       | 11    | 0     | 0     | 0     | 0        | 0     | 0     | 0        | 1           |       | 50    | 11.1     | 10       | 1           | 5        | 0     | 1        | 12       | 2     | 0        | 6     | 6        | 4.76     | 1.32    |
| '21計     | SEA       | 56    | 0     | 0     | 0     | 0        | 3     | 1     | 1        | 5           | .750  | 223   | 49.2     | 50       | 7           | 23       | 3     | 2        | 53       | 2     | 0        | 27    | 25       | 4.53     | 1.47    |
| 2022      | WSH       | 6     | 0     | 0     | 0     | 0        | 0     | 0     | 0        | 2           |       | 17    | 5.1      | 1        | 0           | 0        | 0     | 0        | 6        | 0     | 0        | 0     | 0        | 0.00     | 0.19    |
| MLB：11年 | MLB：11年 | 463   | 0     | 0     | 0     | 0        | 26    | 24    | 112      | 82          | .520  | 1801  | 450.2    | 354      | 48          | 103      | 14    | 8        | 522      | 9     | 0        | 167   | 160      | 3.20     | 1.01    |

### 年度別守備成績
| 年 度 | 球 団 | 投手（P） | 投手（P） | 投手（P） | 投手（P） | 投手（P） | 投手（P） |
| 年 度 | 球 団 | 試 合     | 刺 殺     | 補 殺     | 失 策     | 併 殺     | 守 備 率  |
| ----- | ----- | --------- | --------- | --------- | --------- | --------- | --------- |
| 2012  | OAK   | 44        | 0         | 4         | 2         | 0         | .667      |
| 2013  | OAK   | 70        | 1         | 6         | 0         | 0         | 1.000     |
| 2014  | OAK   | 61        | 1         | 4         | 0         | 0         | 1.000     |
| 2015  | OAK   | 12        | 0         | 1         | 0         | 1         | 1.000     |
| 2016  | OAK   | 44        | 0         | 6         | 0         | 0         | 1.000     |
| 2017  | OAK   | 23        | 1         | 1         | 0         | 0         | 1.000     |
| 2017  | WSH   | 30        | 0         | 1         | 0         | 0         | 1.000     |
| '17計 | WSH   | 53        | 1         | 2         | 0         | 0         | 1.000     |
| 2018  | WSH   | 43        | 4         | 3         | 0         | 1         | 1.000     |
| 2019  | WSH   | 63        | 0         | 0         | 0         | 0         | ----      |
| 2020  | WSH   | 11        | 0         | 1         | 0         | 0         | 1.000     |
| 2021  | CIN   | 45        | 1         | 1         | 0         | 0         | 1.000     |
| 2021  | SEA   | 11        | 1         | 0         | 0         | 0         | 1.000     |
| '21計 | SEA   | 56        | 2         | 1         | 0         | 0         | 1.000     |
| 2022  | WSH   | 6         | 0         | 0         | 0         | 0         |           |
| MLB   | MLB   | 463       | 9         | 28        | 2         | 2         | .949      |

### 記録
- MLBオールスターゲーム選出：1回（2014年）

### 背番号
- 67（2012年 - 同年途中）
- 62（2012年途中 - 2018年、2021年途中 - 同年終了）
- 63（2019年 - 2021年途中、2022年）

### 代表歴
- 2005年日米大学野球選手権大会アメリカ合衆国代表
- 2006年世界大学野球選手権大会アメリカ合衆国代表